# Compsoneura rigidifolia
Compsoneura rigidifolia är en tvåhjärtbladig växtart som beskrevs av William Antônio Rodrigues. Compsoneura rigidifolia ingår i släktet Compsoneura, och familjen Myristicaceae. Inga underarter finns listade i Catalogue of Life.